# Коссов, Георгий Алексеевич

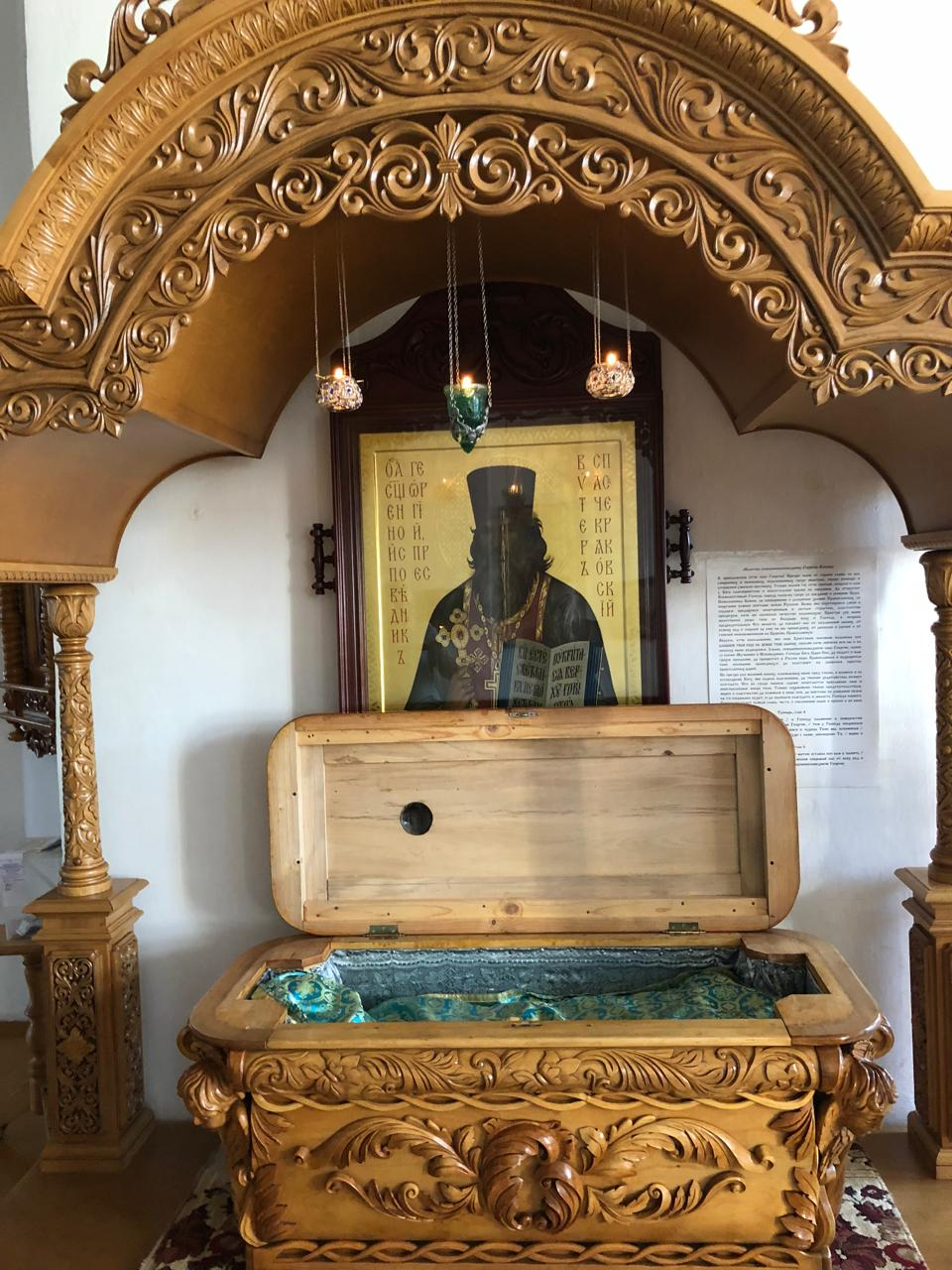
Рака с мощами священноисповедника Георгия пресвитера. г. Болхов

Георгий Алексеевич Коссов (также известный как Егор Чекряковский; 4 апреля 1855 — апрель 1928) — русский православный священник, протоиерей, при жизни почитался как старец. 9 октября 2000 года канонизирован в лике святых Русской Православной церковью как исповедник, память совершается 26 января и 26 августа (по юлианскому календарю). Его часто называют духовным наследником Св. Амвросия Оптинского.
Георгий Коссов родился в семье сельского священника в селе Андросово Орловской губернии (ныне — Железногорский район Курской области). Окончил Орловскую семинарию, преподавал в сельской школе Орловской губернии. В 1884 году он стал священником в селе Спас-Чекряк близ города Болхов Орловской губернии и служил там до своей смерти в 1928 году. Перестроил деревенский храм, организовал школу для мальчиков и девочек из приюта.
После канонизации в 2000 году мощи исповедника Георгия были перенесены в собор в городе Болхов.